# Sant’Oreste
Sant’Oreste – miejscowość i gmina we Włoszech, w regionie Lacjum, w prowincji Rzym.
Według danych na rok 2004 gminę zamieszkiwało 3530 osób, 82,1 os./km².